# Tapinocyba
Tapinocyba is een geslacht van spinnen uit de familie hangmatspinnen (Linyphiidae).

## Soorten
De volgende soorten zijn bij het geslacht ingedeeld:
- Tapinocyba abetoneensis Wunderlich, 1980
- Tapinocyba affinis Lessert, 1907
- Tapinocyba algirica Bosmans, 2007
- Tapinocyba altimontana Tanasevitch, 2019
- Tapinocyba anceps Denis, 1948
- Tapinocyba bicarinata (Emerton, 1913)
- Tapinocyba biscissa (O. Pickard-Cambridge, 1873)
- Tapinocyba cameroni Dupérré & Paquin, 2007
- Tapinocyba centralis Irfan, Dai, Wang & Zhang, 2024
- Tapinocyba corsica (Simon, 1884)
- Tapinocyba denticulata Irfan, Dai, Wang & Zhang, 2024
- Tapinocyba dietrichi Crosby & Bishop, 1933
- Tapinocyba distincta (Banks, 1892)
- Tapinocyba emei Tanasevitch, 2018
- Tapinocyba emertoni Barrows & Ivie, 1942
- Tapinocyba formosa Tanasevitch, 2011
- Tapinocyba gamma Chamberlin, 1949
- Tapinocyba hortensis (Emerton, 1924)
- Tapinocyba insecta (L. Koch, 1869)
- Tapinocyba kolymensis Eskov, 1989
- Tapinocyba latia Millidge, 1979
- Tapinocyba ligurica Thaler, 1976
- Tapinocyba lindrothi Hackman, 1954
- Tapinocyba lucana Millidge, 1979
- Tapinocyba maureri Thaler, 1991
- Tapinocyba minuta (Emerton, 1909)
- Tapinocyba mitis (O. Pickard-Cambridge, 1882)
- Tapinocyba montivaga Tanasevitch, 2019
- Tapinocyba pallens (O. Pickard-Cambridge, 1873)
- Tapinocyba parva Seo, 2018
- Tapinocyba pontis Chamberlin, 1949
- Tapinocyba praecox (O. Pickard-Cambridge, 1873)
- Tapinocyba prima Dupérré & Paquin, 2005
- Tapinocyba silvicultrix Saito, 1980
- Tapinocyba simplex (Emerton, 1882)
- Tapinocyba spoliatrix Tanasevitch, 1985
- Tapinocyba subula Seo, 2018
- Tapinocyba sucra Chamberlin, 1949
- Tapinocyba suganamii Saito & Ono, 2001
- Tapinocyba triangularis Irfan, Dai, Wang & Zhang, 2024
- Tapinocyba ventosa Millidge, 1979
- Tapinocyba vermontis Chamberlin, 1949
- Tapinocyba virga Irfan, Dai, Wang & Zhang, 2024